# Sady architekta Lisky
Sady architekta Lisky jsou urbanistickým komplexem a vnitroblokovým parkem v Hradci Králové, který vznikl v prostoru mezi obdélníkovým Ulrichovým náměstím a Gočárovou regulací. Tento areál, jenž obsahuje otevřené domovní bloky, byl navržen Josefem Gočárem a věnován v roce 1992 architektovi Oldřichu Liskovi.

## Historie

### Založení parku
Sady architekta Lisky, vzniklé ve třicátých letech 20. století, se nacházejí v prostoru, který vznikl v důsledku Gočárovy regulace Ulrichova náměstí. Tento areál, tvořený otevřenými domovními bloky, vznikl ve spojení se Sborem kněze Ambrože a tvoří charakteristickou urbanistickou kompozici. Josef Gočár na tomto pozemku, který se zdál být nevhodný pro výstavbu, vytvořil prostor se zástavbou obytných domů tvořících trojúhelníkovou strukturu, s kostelem na vrcholu. Domovní bloky umožňují výhled na zvonici Sboru kněze Ambrože, který je centrálním prvkem celého souboru.

### Architekti
Mezi významné architekty, kteří se podíleli na realizaci této oblasti, patří Jindřich Kulka a Oldřich Liska. Ten si zde postavil vlastní vilu (č. p. 824), která představuje jeden z vrcholů jeho tvorby. Vila, navržená v klasicizujícím funkcionalismu, je pozoruhodná svou architekturou a inovativními prvky, jako jsou posuvná ocelová okna, která byla v té době výjimečná.
V roce 1992 byly Sady věnovány právě Oldřichu Liskovi, čímž se podtrhl jeho význam pro tuto lokalitu.

## Snaha o revitalizaci
Městský park v lokalitě Lipky, se dočkají revitalizace. Vzhledem k současnému stavu (2020, říjen) parku připravuje městská rada obnovu této veřejné zelené plochy.

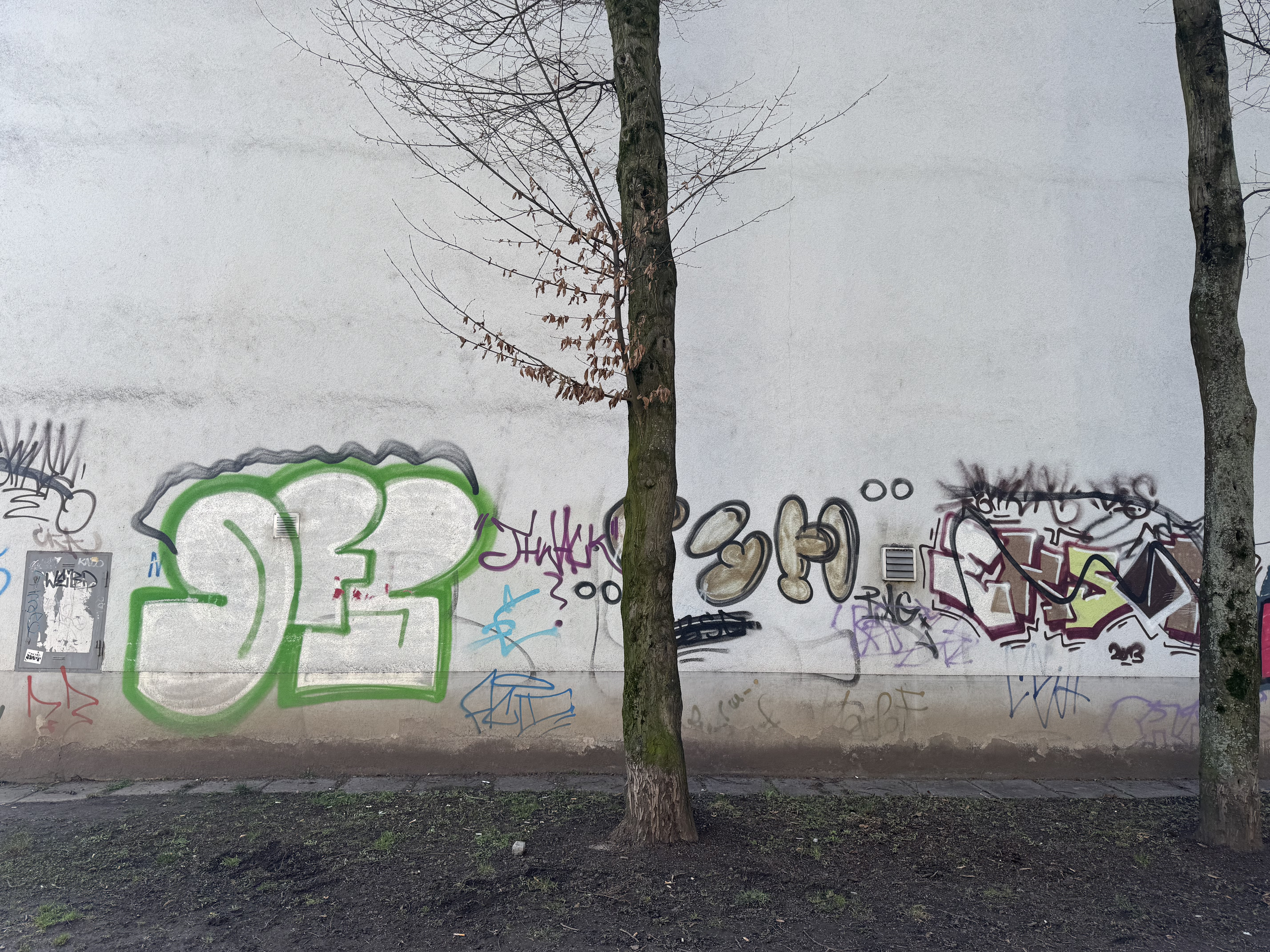
Graffiti v sadech architekta Lisky

Městská rada již zadala studii, která vytvoří celkovou koncepci revitalizace. Plán zahrnuje obnovu porostů a alejí, úpravu zpevněných a pobytových ploch, instalaci nového osvětlení a vybavení mobiliářem. Cílem revitalizace je zlepšit vzhled a funkčnost parku a zároveň zachovat jeho historický a architektonický význam.
Sady se také potýkají s častým problémem vandalismu, zejména ve formě graffiti, která poškozují jeho vzhled a historickou hodnotu.